# Château de Montrevel
Le château de Montrevel est un château situé dans la vallée de l'Hien, à l'entrée de la commune de Montrevel, dans le département de l'Isère en région Auvergne-Rhône-Alpes.
Cette ancienne maison forte des XVIe et XVIIe siècles, également connue sous le nom de « château du moulin », est inscrite partiellement au titre des monuments historiques par arrêté du 6 octobre 1977. 

## Situation et accès
Le château est situé sur le territoire de la commune de Montrevel, entre son bourg et le bourg de Biol, à proximité immédiate de la voie autoroutière reliant Grenoble à Lyon. 
L'édifice, propriété privée, est fermé au public et ne se visite pas. Il reste cependant visible au niveau de sa grille d'entrée par une petite route ouverte aux véhicules motorisés et aux piétons.
Les gares ferroviaires françaises les plus proches sont la gare de Châbons et la gare de La Tour-du-Pin, toutes les deux situées à moins de dix kilomètres du château et de son domaine.

## Histoire
La construction de cet édifice, ancienne maison forte, remonte au XVIe siècle.
Une partie du château (voir ci-après) fait l'objet d'une protection partielle au titre des monuments historiques, depuis le 6 octobre 1977,.

## Description
Cet ensemble se compose d'un corps de logis associés à des bâtiments agricoles. Tous sont recouverts de toitures à quatre pans à égouts retroussés, en tuile écaille. Le logis principal est disposé en « L » et présente des fenêtres à meneaux à encadrement de molasse accompagnée d'une série d'arcades[réf. souhaitée].
Les éléments protégés de cet édifice sont les façades et les toitures du corps de logis et de la grange.